# Josip Rumac
Josip Rumac (ur. 26 października 1994 w Rijece) – chorwacki kolarz szosowy. Olimpijczyk (2020).

## Osiągnięcia
Opracowano na podstawie:

2011
- 1. miejsce w mistrzostwach Chorwacji juniorów (jazda indywidualna na czas)
- 1. miejsce w mistrzostwach Chorwacji juniorów (start wspólny)

2012
- 2. miejsce w Gran Premio dell’Arno
- 3. miejsce w mistrzostwach świata juniorów (start wspólny)

2013
- 3. miejsce w mistrzostwach Chorwacji (jazda indywidualna na czas)

2014
- 2. miejsce w mistrzostwach Chorwacji (jazda indywidualna na czas)

2015
- 2. miejsce w mistrzostwach Chorwacji (start wspólny)

2016
- 3. miejsce w Giro del Belvedere
- 2. miejsce w mistrzostwach Chorwacji U23 (jazda indywidualna na czas)
- 2. miejsce w mistrzostwach Chorwacji (start wspólny)

2017
- 1. miejsce w klasyfikacji górskiej Tour du Maroc
- 1. miejsce w mistrzostwach Chorwacji (start wspólny)

2018
- 1. miejsce w mistrzostwach Chorwacji (jazda indywidualna na czas)

2019
- 1. miejsce w mistrzostwach Chorwacji (jazda indywidualna na czas)
- 1. miejsce w mistrzostwach Chorwacji (start wspólny)

2020
- 1. miejsce w mistrzostwach Chorwacji (jazda indywidualna na czas)
- 1. miejsce w mistrzostwach Chorwacji (start wspólny)

## Rankingi
| Rok             | 2013 | 2014 | 2015 | 2016 | 2017 | 2018  | 2019 | 2020 | 2021  |
| --------------- | ---- | ---- | ---- | ---- | ---- | ----- | ---- | ---- | ----- |
| World Ranking   |      |      |      | 697. | 689. | 1031. | 515. | 226. | 1534. |
| UCI Europe Tour | 844. | 547. | 359. | 425. | 417. | 640.  | 393. | 188. | 1077. |
| UCI Africa Tour | -    | -    | -    | -    | 254. | -     |      |      |       |
|                 |      |      |      |      |      |       |      |      |       |
| Źródło: UCI     |      |      |      |      |      |       |      |      |       |